# San Joaquín de Porto
San Joaquín de Porto är en ort i Mexiko.   Den ligger i kommunen Tarandacuao och delstaten Guanajuato, i den södra delen av landet, 160 km väster om huvudstaden Mexico City. San Joaquín de Porto ligger 1 946 meter över havet och antalet invånare är 127.
Terrängen runt San Joaquín de Porto är platt åt nordost, men åt sydväst är den kuperad. Runt San Joaquín de Porto är det ganska tätbefolkat, med 100 invånare per kvadratkilometer. Närmaste större samhälle är Acámbaro, 17,8 km väster om San Joaquín de Porto. I omgivningarna runt San Joaquín de Porto växer huvudsakligen savannskog.